# Campeonato Mundial de Motovelocidade 350cc
Campeonato Mundial de Motovelocidade 350cc foi a categoria secundária do Campeonato Mundial de Motovelocidade e o mais antigo Campeonato do Mundo de desportos motorizados – o primeiro ano de competição teve lugar em 1949.
O Grand Prix motociclismo é o principal campeonato de motociclismo, dividido em três classes desde 1990: 125cc, 250cc e MotoGP. As aulas que foram descontinuadas incluem 350cc, 50cc / 80cc e side-car. O campeonato mundial de corrida de estrada do Grande Prêmio foi criado em 1949 pelo órgão dirigente do esporte, a Federação Internacional de Motociclismo (FIM), e é o mais antigo campeonato mundial de automobilismo. A classe de 350cc existiu de 1949 a 1982. As 350cc se referiam ao tamanho dos motores das motocicletas que participaram da aula. Os motores tinham quatro cilindros, semelhantes aos tipos de motores usados no MotoGP atualmente. Cada temporada consistia em 5 a 11 GPs disputados em circuitos fechados, em oposição às vias públicas. Os pontos ganhos nesses eventos contam para o campeonato mundial de pilotos e construtores. O campeonato de pilotos e construtores foram campeonatos separados, mas foram baseados no mesmo sistema de pontos. Os sistemas de pontos utilizados no campeonato variaram ao longo dos anos. O primeiro campeonato em 1949 concedeu 10 pontos ao vencedor da corrida, com 8, 7, 6 e 5 pontos do segundo ao quinto lugar, um ponto também foi concedido ao piloto que completou a volta mais rápida. O último campeonato em 1982 concedeu 15 pontos por vitória, com 12, 10, 8, 6, 5, 4, 3, 2 e 1 ponto do segundo ao décimo lugar. Os resultados de todos os Grandes Prémios foram contabilizados nos campeonatos; no entanto, em algumas temporadas, apenas um certo número de resultados foi contado. Giacomo Agostini venceu o maior número de campeonatos com sete em sua carreira. Jim Redman venceu o segundo maior número de campeonatos com quatro e John Surtees o terceiro mais com três campeonatos. Johnny Cecotto é o piloto mais jovem a vencer o campeonato: ele tinha 19 anos quando venceu em 1975. Os pilotos britânicos venceram o maior número de campeonatos; oito pilotos venceram um total de 14 campeonatos. Os pilotos italianos ficaram em segundo lugar com oito campeonatos entre dois pilotos e os rodesianos ficaram em terceiro com cinco campeonatos. MV Agusta foi o construtor com o qual os pilotos venceram mais campeonatos; eles venceram dez campeonatos. A Honda ficou em segundo lugar com seis e Moto Guzzi em terceiro com cinco. Freddie Frith venceu o campeonato inaugural em 1949. Anton Mang foi o último campeão antes que a classe fosse interrompida em 1982.

## Campeões
| Ano  | Piloto            | Equipe                     | Construtor                | Pneu | Info   |
| ---- | ----------------- | -------------------------- | ------------------------- | ---- | ------ |
| 1949 | Freddie Frith     | Velocette Racing           | Velocette                 | G    | [ 1 ]  |
| 1950 | Bob Foster        | Velocette Racing           | Velocette                 | M    | [ 2 ]  |
| 1951 | Geoff Duke        | Norton Motorcycle Company  | Norton                    | M    | [ 3 ]  |
| 1952 | Geoff Duke        | Norton Motorcycle Company  | Norton                    | C    | [ 4 ]  |
| 1953 | Fergus Anderson   | Moto Guzzi                 | Moto Guzzi                | P    | [ 5 ]  |
| 1954 | Fergus Anderson   | Moto Guzzi                 | Moto Guzzi                | P    | [ 6 ]  |
| 1955 | Bill Lomas        | Moto Guzzi                 | Moto Guzzi                | F    | [ 7 ]  |
| 1956 | Bill Lomas        | Moto Guzzi                 | Moto Guzzi                | P    | [ 8 ]  |
| 1957 | Keith Campbell    | Moto Guzzi                 | Moto Guzzi                | A    | [ 9 ]  |
| 1958 | John Surtees      | Scuderia MV Agusta         | MV Agusta                 | P    | [ 10 ] |
| 1959 | John Surtees      | Scuderia MV Agusta         | MV Agusta                 | G    | [ 11 ] |
| 1960 | John Surtees      | Scuderia MV Agusta         | MV Agusta                 | P    | [ 12 ] |
| 1961 | Gary Hocking      | Scuderia MV Agusta         | MV Agusta                 | G    | [ 13 ] |
| 1962 | Jim Redman        | Honda Racing Corporation   | Honda                     | B    | [ 14 ] |
| 1963 | Jim Redman        | Honda Racing Corporation   | Honda                     | B    | [ 15 ] |
| 1964 | Jim Redman        | Honda Racing Corporation   | Honda                     | M    | [ 16 ] |
| 1965 | Jim Redman        | Honda Racing Corporation   | Honda                     | B    | [ 17 ] |
| 1966 | Mike Hailwood     | Honda Racing Corporation   | Honda                     | B    | [ 18 ] |
| 1967 | Mike Hailwood     | Honda Racing Corporation   | Honda                     | B    | [ 19 ] |
| 1968 | Giacomo Agostini  | Scuderia MV Agusta         | MV Agusta                 | C    | [ 20 ] |
| 1969 | Giacomo Agostini  | Scuderia MV Agusta         | MV Agusta                 | C    | [ 21 ] |
| 1970 | Giacomo Agostini  | Scuderia MV Agusta         | MV Agusta                 | P    | [ 22 ] |
| 1971 | Giacomo Agostini  | Scuderia MV Agusta         | MV Agusta                 | P    | [ 23 ] |
| 1972 | Giacomo Agostini  | Scuderia MV Agusta         | MV Agusta                 | P    | [ 24 ] |
| 1973 | Giacomo Agostini  | Scuderia MV Agusta         | MV Agusta                 | P    | [ 25 ] |
| 1974 | Giacomo Agostini  | Yamaha Factory Racing Team | Yamaha                    | M    | [ 26 ] |
| 1975 | Johnny Cecotto    | Venemotos Racing Team      | Yamaha                    | D    | [ 27 ] |
| 1976 | Walter Villa      | Moto Villa                 | Aermacchi Harley-Davidson | D    | [ 28 ] |
| 1977 | Takazumi Katayama | Team Motul                 | Yamaha                    | D    | [ 29 ] |
| 1978 | Kork Ballington   | Kawasaki Racing Team       | Kawasaki                  | M    | [ 30 ] |
| 1979 | Kork Ballington   | Kawasaki Racing Team       | Kawasaki                  | M    | [ 31 ] |
| 1980 | Jon Ekerold       | Standard Bank Racing       | Bimota-Yamaha             | M    | [ 32 ] |
| 1981 | Anton Mang        | Kawasaki Racing Team       | Kawasaki                  | B    | [ 33 ] |
| 1982 | Anton Mang        | Kawasaki Racing Team       | Kawasaki                  | M    | [ 34 ] |

## Estatísticas

### Títulos por piloto
| Piloto            | Total | Títulos                                  |
| ----------------- | ----- | ---------------------------------------- |
| Giacomo Agostini  | 7     | 1968, 1969, 1970, 1971, 1972, 1973, 1974 |
| Jim Redman        | 4     | 1962, 1963, 1964, 1965                   |
| John Surtees      | 3     | 1958, 1959, 1960                         |
| Geoff Duke        | 2     | 1951, 1952                               |
| Fergus Anderson   | 2     | 1953, 1954                               |
| Bill Lomas        | 2     | 1955, 1956                               |
| Mike Hailwood     | 2     | 1966, 1967                               |
| Kork Ballington   | 2     | 1978, 1979                               |
| Anton Mang        | 2     | 1981, 1982                               |
| Freddie Frith     | 1     | 1949                                     |
| Bob Foster        | 1     | 1950                                     |
| Keith Campbell    | 1     | 1957                                     |
| Gary Hocking      | 1     | 1961                                     |
| Johnny Cecotto    | 1     | 1975                                     |
| Walter Villa      | 1     | 1976                                     |
| Takazumi Katayama | 1     | 1977                                     |
| Jon Ekerold       | 1     | 1980                                     |

### Títulos por país
| País                        | Total | Títulos                                                          |
| --------------------------- | ----- | ---------------------------------------------------------------- |
| Inglaterra                  | 11    | 1949, 1950, 1951, 1952, 1955, 1956, 1958, 1959, 1960, 1966, 1967 |
| Itália                      | 8     | 1968, 1969, 1970, 1971, 1972, 1973, 1974, 1976                   |
| Zimbabwe (Na época Rodésia) | 5     | 1961, 1962, 1963, 1964, 1965                                     |
| África do Sul               | 3     | 1978, 1979, 1980                                                 |
| Escócia                     | 2     | 1953, 1954                                                       |
| Alemanha                    | 2     | 1981, 1982                                                       |
| Austrália                   | 1     | 1957                                                             |
| Venezuela                   | 1     | 1975                                                             |
| Japão                       | 1     | 1977                                                             |

### Títulos por construtor
| Construtor                | Total | Títulos                                                    |
| ------------------------- | ----- | ---------------------------------------------------------- |
| MV Agusta                 | 10    | 1958, 1959, 1960, 1961, 1968, 1969, 1970, 1971, 1972, 1973 |
| Honda                     | 6     | 1962, 1963, 1964, 1965, 1966, 1967                         |
| Moto Guzzi                | 5     | 1953, 1954, 1955, 1956, 1957                               |
| Kawasaki                  | 4     | 1978, 1979, 1981, 1982                                     |
| Yamaha                    | 3     | 1974, 1975, 1977                                           |
| Norton                    | 2     | 1951, 1952                                                 |
| Velocette                 | 2     | 1949, 1950                                                 |
| Bimota-Yamaha             | 1     | 1980                                                       |
| Aermacchi Harley-Davidson | 1     | 1976                                                       |

### Títulos por equipe
| Equipe                     | Total | Títulos                                                    |
| -------------------------- | ----- | ---------------------------------------------------------- |
| Scuderia MV Agusta         | 10    | 1958, 1959, 1960, 1961, 1968, 1969, 1970, 1971, 1972, 1973 |
| Honda Racing Corporation   | 6     | 1962, 1963, 1964, 1965, 1966, 1967                         |
| Moto Guzzi                 | 5     | 1953, 1954, 1955, 1956, 1957                               |
| Kawasaki Racing Team       | 4     | 1978, 1979, 1981, 1982                                     |
| Velocette Racing           | 2     | 1949, 1950                                                 |
| Norton Motorcycle Company  | 2     | 1951, 1952                                                 |
| Yamaha Factory Racing Team | 1     | 1974                                                       |
| Venemotos Racing Team      | 1     | 1975                                                       |
| Moto Villa                 | 1     | 1976                                                       |
| Team Motul                 | 1     | 1977                                                       |
| Standard Bank Racing       | 1     | 1980                                                       |

### Títulos por pneu
| # | Pneu        | Total | Títulos                                              |
| - | ----------- | ----- | ---------------------------------------------------- |
| P | Pirelli     | 9     | 1953, 1954, 1956, 1958, 1960, 1970, 1971, 1972, 1973 |
| M | Michelin    | 8     | 1950, 1951, 1964, 1974, 1978, 1979, 1980, 1982       |
| B | Bridgestone | 6     | 1962, 1963, 1965, 1966, 1967, 1981                   |
| D | Dunlop      | 3     | 1975, 1976, 1977                                     |
| C | Continental | 3     | 1952, 1968, 1969                                     |
| G | Goodyear    | 3     | 1949, 1959, 1961                                     |
| A | Avon        | 1     | 1957                                                 |
| F | Firestone   | 1     | 1955                                                 |

## Transmissão pela TV para o Brasil

### TV Aberta
A primeira TV brasileira a exibir o Mundial foi a Rede Globo, que em 1987, na volta do Esporte Espetacular, colocou os “melhores momentos” com 18 minutos de duração do GP do Japão. A partir da etapa seguinte, a Globo firmou parceria com a produtora de eventos PROMESP e transmitiu o restante da temporada.
A narração inicialmente foi feita por Galvão Bueno, posteriormente repassada para Cléber Machado e Eduardo Moreno. Os comentários ficavam por conta de Reginaldo Leme.
A Globo deu continuidade ao projeto, transmitindo a categoria de 1988 a 1995. Já entre os anos de 1996 a 1998, o campeonato foi transmitido pela Band, e em 1999 a Motovelocidade voltou para a TV Globo, onde permaneceu até 2003, quando a categoria saiu da TV aberta e desde então está sem transmissão.

### TV por Assinatura
Na TV fechada, desde a volta ao Grupo Globo em 1999 o SporTV também começou a transmitir a categoria. Inicialmente Sérgio Maurício era o responsável pela narração, e Rodrigo Moattar fazia os comentários. Posteriormente Guto Nejaim e Fausto Macieira assumiram o comando em 2010, ficando como titulares da casa na categoria até o final do contrato em 2020.
Em 2020, após negociar com a Band, a Dorna fecha com a Rio Motorsport, que repassou os direitos de transmissão para a Fox Sports Brasil, que estreia na competição em solo brasileiro. Téo José é o responsável pela narração e Edgard Mello Filho fica com os comentários.